# Karabin CAR-15
CAR-15 / XM177E2 – zmodyfikowana wersja amerykańskiego karabinu szturmowego M16.
CAR-15 Colt Commando – odmiana karabinu M16 (jego krótka wersja z teleskopowo regulowaną kolbą). Zasadnicza zmiana to zastąpienie kolby stałej kolbą rurową. Jest ona wsuwana teleskopowo. Posiada również wydłużony tłumik płomienia. Odmiana ta była używana przez Armię Stanów Zjednoczonych w czasie konfliktu w Wietnamie.

## Wersje
- CAR-15 Colt Commando
- CAR-15 Submachine Gun
- CAR-15 Commando Submachine Gun
- CAR- 15 Heavy Assault Rifle M2
- CAR-15 Survival Rifle